# A Ghentar si muore facile
A Ghentar si muore facile è un film del 1967 diretto da León Klimovsky.

## Trama
Per rovesciare il governo di qualche paese esotico, i ribelli assumono un esperto subacqueo Terry Grayson. La sua missione è di recuperare dal fondo del mare un tesoro, che avrebbe fornito sostegno finanziario alla loro impresa.